# Yukihiko Tsutsumi
Pour les articles homonymes, voir Tsutsumi.
Yukihiko Tsutsumi (堤 幸彦, Tsutsumi Yukihiko), né le 3 novembre 1955 à Nagoya, au Japon, est un réalisateur de films et de télé-séries. Il possède sa propre maison de production, Crescendo.

## Filmographie

### Réalisateur

#### Cinéma
- 1988 : Bakayaro! I'm Plenty Mad
- 1995 : Goodbye Japan! (さよならニッポン！, Sayonara Nippon!?)
- 1997 : Kindaichi shōnen no jikembo: Shanghai ningyo densetsu (金田一少年の事件簿 上海魚人伝説?)
- 1998 : Hanako of the Toilet
- 2000 : Keizoku/eiga
- 2001 : Chinese Dinner
- 2001 : Oboreru sakana (溺れる魚?)
- 2002 : Jam Films
- 2002 : Pika*nchi Life Is Hard Dakedo Happy
- 2002 : Trick
- 2003 : 2LDK
- 2003 : Renai shashin
- 2004 : Pika**nchi Life is Hard Dakara Happy (ピカ☆☆ンチ LIFE IS HARD だから HAPPY?)
- 2005 : EGG.
- 2006 : Memories of Tomorrow (明日の記憶, Ashita no kioku?)
- 2006 : Forbidden Siren
- 2006 : Trick: The Movie 2
- 2007 : Hōtai kurabu (包帯クラブ?)
- 2007 : Jigyaku no uta
- 2007 : Taitei no ken
- 2008 : 20th Century Boys (20世紀少年, 20-seiki shōnen?)
- 2008 : Ginmaku ban Sushi ôji!: Nyûyôku e iku
- 2008 : Maboroshi no yamataikoku (まぼろしの邪馬台国?)
- 2009 : 20th Century Boys, chapitre 2 : Le Dernier Espoir (２０世紀少年 第2章 最後の希望, 20-seiki shōnen: Dai 2 shō - Saigo no kibō?)
- 2009 : 20th Century Boys 3: Redemption (20世紀少年 最終章 ぼくらの旗, 20-seiki shōnen: Saishū shō - Bokura no hata?)
- 2010 : Beck
- 2010 : Gekijōban Trick: Reinōryokusha batoru roiyaru
- 2011 : Hayabusa
- 2012 : Eito renjā
- 2012 : Gekijōban SPEC: Ten
- 2012 : Heian Yūki
- 2012 : Irodori himura
- 2012 : My House
- 2013 : Gekijōban SPEC: Kurōzu - Kō no hen
- 2013 : Gekijōban SPEC: Kurōzu - Zen no hen
- 2013 : Kuchizuke (くちづけ?)
- 2013 : Nagasawa kun
- 2013 : Star Man: kono hoshi no koi
- 2014 : Eito renjā 2
- 2014 : Pikanchi Half: Life is Hard Tabun Happy
- 2014 : The Trick Movie: The Last Stage
- 2015 : Inishiêshon rabu
- 2015 : Itamu hito
- 2015 : Tenkū no hachi
- 2015 : Yamegoku: Yakuza yamete itadakimasu
- 2016 : Kami no shita wo motsu otoko
- 2016 : Keiji Ballerino
- 2016 : Ranmaru: Kamino shita wo motsu otoko
- 2016 : Sanada Jūyūshi
- 2017 : Shikaku Tantei Higurashi Tabito
- 2018 : Ningyo no nemuru ie (人魚の眠る家?)
- 2019 : 12 Suicidal Teens

#### Télévision
Séries télévisées
- 1993 : If: Moshimo
- 1997 : Bokura no yûki - Miman toshi
- 2000 : Ikebukuro West Gate park
- 2000 : Trick
- 2001 : Handoku!!!
- 2002 : Ai nante iranê yo, natsu
- 2003 : Stand Up
- 2004 : Sekai no chûshin de, ai wo sakebu
- 2005 : H2: Kimi to itahibi
- 2006 : Shimokita sandêzu
- 2010 : Keizoku 2: SPEC - Keishichou kouanbu kouan daigoka mishou jiken tokubetsu taisakugakari jikenbo
- 2012 : Kazoku hakkei

Téléfilms
- 1999 : Keizoku Special: Phantom
- 2000 : Black Jack II
- 2000 : Black Jack
- 2001 : Black Jack III
- 2012 : Kesennuma Voices
- 2012 : SPEC ~Keishichou Kouanbu Kouan Daigoka Mishou Jiken Tokubetsu Taisakugakari Jikenbo~ Shou
- 2013 : Kesennuma Voices 2
- 2013 : SPEC: Zero
- 2014 : Kesennuma Voices 3
- 2014 : Trick shinsaku special 3
- 2015 : Kesennuma Voices 4
- 2015 : Shikaku tantei Higurashi Tabito

### Acteur

#### Cinéma
- 2013 : Sayonara, Dobyusshî

#### Télévision
Séries télévisées
- 2012 : Ashita Switch : lui-même
- 2012 : Jônetsu tairiku : lui-même
- 2012 : Otona no! : lui-même
- 2012 : Papadoru! : lui-même
- 2013 : Bokura no jidai : lui-même

### Producteur

#### Cinéma
- 2012 : My House

### Scénariste

#### Cinéma
- 2002 : Jam Films
- 2003 : 2LDK
- 2005 : EGG.
- 2007 : Jigyaku no uta
- 2016 : Kami no shita wo motsu otoko
- 2016 : Ranmaru: Kamino shita wo motsu otoko